# Утакмице фудбалске репрезентације Мађарске 1969.
| Домаћин | Гост |

Фудбалска репрезентација Мађарске је током 1969. године одиграла осам званичних утакмица, седам утакмица је било у оквиру квалификација за Светско првенство 1970. и једна је била пријатељска против Шведске. Флоријан Алберт се у Копенхагену сударио са данским голманом Енгедалом у 36. минуту и у том дуелу покидао је лигаменте колена. Након тога је играо још неколико пута 1971. и '72, али то је била само сенка његове каријере. У децембру, у плеј-офу против Чехословачке, у питању су били пласмани на Светско првенство, а репрезентација Мађарске је претрпела један од најтужнијих пораза у својој историји, јер је то био први пут да тим није успла да се квалификује за Светско првенство у фудбалу.
Савезни селектор националног тима у овом периоду је био:
- Карољ Шош

## Утакмице
| Мађарска                   | 2 : 0 (0 : 0) | Чехословачка |
| -------------------------- | ------------- | ------------ |
| Дунаи II. 12’ · Алберт 89’ | Извештај      |              |

| Република Ирска | 1 : 2 (0 : 1) | Мађарска                 |
| --------------- | ------------- | ------------------------ |
| Гивенс 60’      | Извештај      | 24’ Дунаи II. · 80’ Бене |

| Данска                                        | 3 : 2 (2 : 2) | Мађарска             |
| --------------------------------------------- | ------------- | -------------------- |
| О. Соренсен 4’ · Ле Февр] 36’ · О. Мадсен 63’ | Извештај      | 6’ Бене · 39’ Фаркаш |

| [[Фудбалска репрезентација Чехословачке {{{altlink2}}}\|Чехословачка]] | 3 : 3 (1 : 2) | Мађарска                             |
| ---------------------------------------------------------------------- | ------------- | ------------------------------------ |
| В. Хагара 26’ · А. Квашњак 51’ · Л. Куна 77’                           | Извештај      | 9’ Бене · 37’ Дунаи II · 48’ Фазекаш |

| Шведска                       | 2 : 0 (0 : 0) | Мађарска |
| ----------------------------- | ------------- | -------- |
| Г. Никласон 47’ · О. Гран 62’ | Извештај      |          |

| Мађарска                  | 3 : 0 (2 : 0) | Данска |
| ------------------------- | ------------- | ------ |
| Бене 14’ 87’ · Л. Сич 29’ | Извештај      |        |

| Мађарска                                              | 4 : 0 (1 : 0) | Република Ирска |
| ----------------------------------------------------- | ------------- | --------------- |
| Халмоши 30’ · Бене 50’ · Л. Пушкаш 68’ · Л. Кочиш 84’ | Извештај      |                 |

| [[Фудбалска репрезентација Чехословачке {{{altlink2}}}\|Чехословачка]] | 4 : 0 (1 : 0) | Мађарска           |
| ---------------------------------------------------------------------- | ------------- | ------------------ |
| А. Квашњак 43’ (пен) · Ф. Весели 59’ · Ј. Адамец 65’ · К. Јокл 81’     | Извештај      | 91’ (пен) Л. Кочиш |

## Голгетери у 1969.
| - Антал Дунаи - Флоријан Алберт - Ференц Бене - Јанош Фаркаш - Лајош Сич |

## Извори и спољашње везе
- Dénes Tamás-Rochy Zoltán. A 700. után. Rochy és Társa. ISBN 963-04-7169-8.
- Rejtő László – Lukács László – Szepesi György: Felejthetetlen 90 percek. Budapest: Sportkiadó. 1977.  963-253-501-4
- Све утакмице репрезентације Мађарске
- Репрезентација Мађарске на фудбалској бази података
- Утакмице репрезентације Мађарске (1969)